# Сунагин
Сунагѝн или Алдано-Учурски хребет (на руски: Суннагын, Алдано-Учурский хребет) е планински хребет, в Източен Сибир, в южната част на Якутия.
Разположен е в североизточната част на Алданската планинска земя, между долините на реките Тимптон (десен приток на Тимптон) на запад и десният ѝ приток Семдже на югозапад, Алдан (десен приток на Лена) на север, Учур (десен приток на Алдан) на изток и левият ѝ приток Гиним на юг. В тези си граници от югозапад на североизток има дължина около 250 km и ширина до 160 km. Максимална височина 2243 m (57°57′18″ с. ш. 129°15′58″ и. д. / 57.955° с. ш. 129.266111° и. д.), разположена в централната му част. Изграден е от кристалинни шисти, гнайси и гранити. Върховете му са куполовидни или плоски. От него водят началото си десни притоци на Тимптон – Иджек, Дялтулах и др., десни притоци на Алдан – Угун, Делинда, Улахан-Дюнюкян, Улахан-Силигиля и др, леви притоци на Учур и леви притоци на Гиним – Мус-Оннюе, Или, Иалбин, Мегюскян и др. Речните долини и долните части на склоновете му са покрити с лиственични гори, а нагоре следват участъци от кедров клек и планинска тундрова растителност.

## Карти
- Алданска планинска земя и Станов хребет[2]
- Топографска карта О-52-А, М 1:500 000[3]
- Топографска карта O-52-Б, М 1:500 000[4]
- Топографска карта О-52-В, М 1:500 000[5]
- Топографска карта O-52-Г, М 1:500 000[6]